# Viera Petríková
Viera Petríková, née le 26 juin 1957 à Vranov nad Topl'ou, alors en Tchécoslovaquie, est une femme politique slovaque membre du Parti populaire - Mouvement pour une Slovaquie démocratique (ĽS-HZDS).
Elle est vice-présidente du gouvernement et ministre de la Justice de Slovaquie entre 2009 et 2010.

## Biographie

### Formation et carrière
En 1976, elle entreprend des études supérieures de droit à l'université Pavol Jozef Šafárik de Košice, qu'elle achève quatre ans plus tard. Elle commence aussitôt à travailler comme avocate au sein de l'administration de l'agriculture du district de Vranov nad Topl'ou. Un an plus tard, en 1981, elle passe au département des affaires sociales jusqu'en 1982.
Cette année-là, elle prend, pour neuf ans, la tête du département juridique de l'Institut national de la santé dans le district de Vranov nad Topl'ou. Elle passe ensuite un examen pour devenir juge, et obtient sa première affectation au tribunal de grande instance de Vranov nad Topl'ou en 1992. En 2007, elle en prend la présidence.
Elle est élue membre du conseil de la magistrature (sk) de Slovaquie en juin 2007, et en est désignée vice-présidente trois mois plus tard.

### Activité politique
Le 3 juillet 2009, Viera Petríková est nommée vice-présidente du gouvernement et ministre de la Justice de Slovaquie sur proposition du Parti populaire - Mouvement pour une Slovaquie démocratique, à qui ce poste revient dans la coalition gouvernementale.